# Claes Rosenqvist
Claes Uno Rosenqvist, född den 7 juni 1944, är en svensk förläggare och professor emeritus i litteraturvetenskap med drama-teater-film vid Umeå universitet. Rosenqvist blev filosofie doktor 1984. Han är gift med Inga-Britt Rosenqvist. 
Rosenqvist är teaterhistoriker med August Strindberg och den äldre landsortsteatern som specialitet. 

## Skrifter (urval)
- Hem till historien: August Strindberg, sekelskiftet och "Gustaf Adolf" (doktorsavh. 1984)
- Den svenska nationalscenen: traditioner och reformer på Dramaten under 200 år (redaktör, 1988)
- Att resa var nödvändigt: äldre svensk landsortsteater (redaktör, 1990)
- Nordiska spelplatser: studier i nordisk teaterverksamhet från sekelskifte mot sekelslut (redaktör, 1990)
- Norrlandsoperan: tonernas teater (redaktör, 1992)
- Teaterrepertoarer i Härnösand och Sundsvall 1875-1900 (1998)
- Mittsvenska scener : Härnösand, Sundsvall och det sena 1800-talets landsortsteater (1998)
- Norrlandskustens teaterpionjärer (2003)